# Suicidios por amor en Amijima
Suicidios de amor en Amijima (Shinjū Ten no Amijima o Shinjūten no Amijima心中 天網 島) es una obra de teatro doméstica (sewamono) del dramaturgo japonés Chikamatsu Monzaemon. Originalmente escrita para el teatro de marionetas jōruri, fue adaptada al kabuki poco después de su estreno el 3 de enero de 1721. 
El título se basa en el término Shinjū que designa el suicidio casi ritual que practicaron  muchos amantes, sobre todo en el Periodo Edo y en la década de 1930 en el volcán del Monte Mihara en Japón.
Es ampliamente considerada como una de sus mejores obras domésticas y fue aclamada por Donald Keene como "la obra maestra de Chikamatsu".

## Sinopsis
Es una tragedia doméstica que cuenta la historia de un mercader de papeles llamado Jihei y su amante Koharu, una prostituta del barrio rojo de Osaka. Jihei está casado y vive atormentado por la tensión entre su amor por Koharu y su sentido de responsabilidad hacia su familia. Los amantes no aceptan su separación por las formalidades y se suicidan en las playas de Amiyima, a orillas del Río Yodo, siguiendo la creencia de que, si no podían estar juntos en esta tierra, lo estarían por la eternidad en el paraíso.  

## Adaptaciones
El cineasta japonés Masahiro Shinoda dirigió una adaptación de la historia llamada Double Suicide en 1969.
Dale Gutzman (libro, letra) y Todd Wellman (partitura), estrenaron la adaptación musical AmijimA en 2007. 